# Заклятье. Дом 32
«Заклятье. Дом 32» (исп. Malasaña 32) — испанский фильм ужасов. В Испании фильм вышел 17 января 2020 года. В России фильм вышел 17 сентября 2020 года.

## Сюжет
В 1976 году, в разгар переходного периода в Испании, Маноло и Кандела переехали со своими тремя детьми и дедушкой из деревни в город в квартиру на улице Мануэлы Маласаньи в Мадриде в поисках процветания. Но семья Ольмедо не знает, что в купленном ими доме присутствует тёмная сущность, которая заставит их ежедневно жить настоящим кошмаром.
Поначалу странности начинает замечать дедушка, который говорит Ампаро, что они зря переехали в этот дом. Пепе получает записки некой Клары из окна напротив своей комнаты, которые некто передает по веревке для сушки белья. Ампаро замечает, что её 5-летний брат Рафаэль постоянно с кем-то разговаривает, и тот вскоре пропадает. Через некоторое время семья Ольмедо находит его в квартире напротив, запертым в больших часах возле стены. В панике, Маноло пытается вернуть деньги, уплаченные за квартиру, однако ему это не удается, поскольку деньги уже перевели на счет риелторов.
Стремясь разгадать зловещую тайну дома, Ампаро отправляется по адресу некой Сусанны, чьи адреса были указаны в телефонной книге. Та рассказывает ей, что обитающая в доме сущность — её родной брат, Мигель, который при жизни был трансексуалом и гомосексуалистом. Он носил женские платья, красился, надевал каблуки, называл себя Клара и был одержим желанием стать матерью, за что регулярно терпел жестокие побои от отца, который однажды в наказание даже запер его в часах (как это случилось с Рафаэлем).
После смерти родителей Сусанны, они разделили квартиру с братом и тот вскоре умер, до последнего названивая сестре от одиночества, однако та не отвечала, поскольку ненавидела брата, считая его выродком и виновным в несчастьях её семьи.
Поначалу дух пытался завладеть 5-летним Рафаэлем, но после того, как Ампаро обнаружила, что беременна, дух отпустил мальчика. Сусанна предупреждает Ампаро, что её брат не смог стать матерью при жизни, но после смерти он уже не остановится.

## В ролях
- Бегонья Варгас — Ампаро Ольмедо
- Иван Маркос — Маноло
- Беатрис Сегура — Кандела
- Серхио Кастелланос — Пепе
- Хосе Луис де Мадарьяга — Фермина
- Иван Ренедо — Рафаэль
- Конча Веласко — Маруха Давалос
- Хавьер Ботет — Клара Элдер
- Мария Бальестерос — Лола
- Роза Альварес — Сусана
- Альмудена Салорт — Клара
- Антонио дель Ольмо — дель Бьянко
- Мариам Торрес — Хулия

## Производство
В июле 2019 года Warner Bros. Spain объявила о начале съёмок фильма, который будет проходить в центральном мадридском районе Универсидад. Несколько дней спустя в здании Монтано и других местах Мадрида начались съёмки с полным составом актёров. В сентябре того же года был объявлен весь сюжет и опубликовано официальное превью. 17 января 2020 года фильм вышел в прокат в Испании.

## Предыстория
Дома под номером 32 на улице Маласаньи в действительности не существует (улица заканчивается домом № 30). Для съёмок создатели использовали здание Монтано на улице Сан-Бернардино, которое ранее являлось крупным магазином по продаже музыкальных инструментов, в частности пианино. Стоит также отметить, что никаких паранормальных историй с этим зданием не связано. За основу мрачной истории дома 32 в фильме были взяты события, которые происходили в доме на улице Антонио Грило в доме номер 3, где на рубеже 40-60-х годов произошла череда таинственных и жутких убийств:
- 8 ноября 1945 года в своей квартире при загадочных обстоятельствах был убит портной Фелип де ла Бран Маркос. Его тело было найдено уже разлагающимся со следами травм, нанесенных тупым предметом (предположительно молотком или тяжелой дубиной). По заключением экспертов, он оказывал сопротивление нападающему, однако дверь в его квартиру была заперта изнутри, а в комнате не было обнаружено следов борьбы.
- 1 мая 1962 года Хосе Мария Руис Мартинес убил всю свою семью, после чего принялся кричать об этом с балкона своей квартиры и показывать столпившимся под его окнами прохожим изуродованные трупы своих детей. Когда к нему домой ворвалась полиция, он покончил с собой.
- 10 апреля 1964 года 20-летняя Пилар Агустин Химено утопила собственного ребёнка и спрятала его тело в коробке в шкафу.